# جوجل فيو (نموذج تحويل نص إلى فيديو)
جوجل فيو (بالإنجليزية: Google Veo)، هو نموذج تحويل نص إلى فيديو مع دمج صوتي طورته جوجل ديب مايند وأعلن عنه في مايو 2025. بصفته نموذج ذكاء اصطناعي توليدي، ينشئ مقاطع فيديو بناءً على طلبات المستخدم. فيو 3 هو نسخة من النموذج صدرت في مايو 2025. صدر للشرق الأوسط وشمال إفريقيا في يوليو 2025.